# مدينة كلارك العالمية
مدينة كلارك العالمية (المعروفة سابقًا باسم مدينة جلوبال جيت واي اللوجستية ) هي منطقة أعمال مركزية متعددة الاستخدامات مخطط لها في منطقة كلارك الحرة في مابالاكات وأنجيليس سيتي، الفلبين.
تتولى شركة أودينا مسؤولية تطوير مدينة كلارك العالمية منذ عام ٢٠١٧. كان المشروع في البداية ثمرة استثمار كويتي، وكان يُعرف باسم مدينة البوابة اللوجستية العالمية. حيث بدأ العمل في المشروع عام ٢٠٠٨.

## تاريخ المدينة

#### كمدينة لوجستية بوابة عالمية
عُرفت مدينة كلارك العالمية في بادئ الأمر باسم مدينة البوابة العالمية اللوجستية. وقد وضعت شركة بيرغرين للتطوير الدولي، وهي شركة أمريكية، التصوّر الأولي للمشروع لصالح شركة كي جي إل للاستثمار الكويتية عام 2006. وافقت شركة كي جي إل للاستثمار على العرض المقدَّم من شركة بيرغرين، وتم توقيع مذكرة تفاهم مع شركة مطار كلارك الدولي بشأن المشروع في أبريل 2008.
شهدت رئيسة الفلبين آنذاك، غلوريا ماكاباغال أرويو، مراسم وضع حجر الأساس للمشروع في أغسطس من العام نفسه. وكانت شركة كي جي إل للاستثمار هي المالكة والمطورة لمشروع مدينة البوابة العالمية اللوجستية، وذلك من خلال شركة تطوير البوابة العالمية.
وفي مارس 2012، تم تغيير اسم المشروع إلى مدينة صباح الأحمد العالمية اللوجستية، تكريمًا لأمير دولة الكويت الشيخ صباح الأحمد الجابر الصباح، الذي قام بزيارة رسمية إلى الفلبين خلال الشهر ذاته.
وفي عام 2014، تولت شركة تطوير البوابة العالمية المسؤولية التشغيلية عن تطوير المشروع، وذلك عقب نزاع قانوني مع شركة بيرغرين، بسبب مزاعم بحدوث انتهاكات من قبل الأخيرة لبنود اتفاقية الهندسة والمشتريات والإدارة التي أُبرمت بين الطرفين.

#### كمدينة كلارك العالمية
تم الاستحواذ على الأرض التي ستشغلها مدينة كلارك العالمية من شركة جلوبال جيت واي ديفيلوبمنت كوربوريشن، المطور السابق للمنطقة من قبل شركة أودينا في عام 2017. وتمت الصفقة من خلال قروض من بنك الصين وبنك بي دي أو يونيبانك والبنك الوطني الفلبيني. استحوذت أودينا فعليًا على المشروع من خلال شراء حصص شركة جي جي دي سي القابضة، المساهم الأكبر في جي جي دي سي، من قبل شركتها التابعة كلارك سيتي جلوبال كوربوريشن. وقد وافقت لجنة المنافسة الفلبينية على هذه الخطوة في 18 أكتوبر 2017، وتم الانتهاء من عملية الاستحواذ بحلول 14 نوفمبر من نفس العام. وقد تم تكليف الذراع العقاري لشركة أودينا، شركة أودينا ديفيلوبمنت كوربوريشن، بالإشراف على تطوير المشروع.
أُطلقت مدينة كلارك العالمية رسميًا في 29 مايو من العام التالي من قِبل شركة أودينا. وبحلول ذلك الوقت، كان قد تم تطوير 47 هكتار (120 أكر) من أصل 177 هكتار (440 أكر) من مساحة المدينة. ومن المقرر أن يكتمل تطوير الأعمال بالكامل خلال عشر سنوات.

## الجغرافيا
تغطي مدينة كلارك العالمية مساحة 177 هكتار (440 أكر) وتقع داخل منطقة كلارك فريبورت في مدينة أنجيليس ومابالاكات، بامبانجا.

## روابط خارجية
- وسائط متعلقة بـ مدينة كلارك العالمية في كومنز.